# 蔡榮宗
蔡榮宗（1956年12月8日—），台灣棒球選手，外號黑面蔡，曾擔任職棒臺中金剛、第一金剛、米迪亞暴龍及La New熊的總教練，現在是中華職棒的賽務部技術委員(中職裁判) 。

## 經歷
- 嘉義市崇文國小少棒隊
- 嘉義市南興國中青少棒隊
- 屏東縣美和中學青少棒隊(借將)
- 台北市華興中學青棒隊
- 臺北縣輔仁大學棒球隊（葡萄王）
- 陸光棒球隊
- 台北市華興中學青棒隊教練
- 中華職棒俊國熊隊總教練（1993年～1995年）
- 中華職棒興農熊隊總教練（1996年）
- 那魯灣榮工棒球隊教練（1997年）
- 台灣大聯盟聲寶太陽隊教練（1997年～1998年）
- 台灣大聯盟媚登峰金剛隊總教練（1998年～2000年）
- 台灣大聯盟網客勇士隊教練（2001年）
- 嘉義市民生國中青少棒隊教練（2002年）
- 中華職棒第一金剛隊打擊教練（2003年）
- 中華職棒第一金剛隊代理總教練（2003年～2004年）
- 中華職棒La New熊隊首席教練兼打擊教練（2004年～2006年）
- 中華職棒米迪亞暴龍隊總教練（2008年）
- 中華職棒La New熊二軍總教練（2009年）
- 中華職棒La New熊總教練（2009年10月11日～2010年10月11日）
- 國訓棒球隊守備教練（2011年2月1日～11月）
- 國訓棒球隊總教練（2011年11月～12月2日）
- 吳鳳科技大學棒球隊教練（2012年9月～2013年9月）
- 桃園航空城棒球隊總教練（2013年9月16日～2021年1月）

## 外部連結
- 蔡榮宗在台灣棒球維基館上的頁面（繁體中文）

| 體育角色             | 體育角色                                        | 體育角色      |
| -------------------- | ----------------------------------------------- | ------------- |
| 中華職業棒球大聯盟   |                                                 |               |
| 前任： 徐生明        | 第一金剛隊總教練 2003年5月12日－2003年季末      | 球隊轉賣      |
| 前任： 李安熙 (代理) | 米迪亞暴龍隊總教練 2008年9月5日－2008年10月23日 | 球隊解散      |
| 前任： 洪一中        | La new熊隊總教練 2009年10月11日－2010年10月11日 | 繼任： 洪一中 |

| 體育角色             | 體育角色                                       | 體育角色                                 |
| -------------------- | ---------------------------------------------- | ---------------------------------------- |
| 其他                 |                                                |                                          |
| 前任： 王澄豐 (代理) | 桃園航空城棒球隊總教練 2013年9月16日－2020年底 | 繼任： 康明杉 （球隊更名為桃園市成棒隊） |